# Made in China
Сделано в Китае или Сделано в КНР — это этикетка страны происхождения, часто на английском языке в форме Made in China, прикрепляемая к продуктам, полностью или частично произведенным в Китайской Народной Республике (КНР). Этикетка стала популярной в 1990-х годах, когда иностранные компании, базирующиеся в США, Европе и Азии, перенесли свои производственные операции в Китай из-за низких производственных издержек на одежду, электронику и другие товары в Китае.
В начале XXI века на товарах, изготовленных в Китае, также появилась маркировка Made in PRC (Made in People’s Republic of China, с англ. — «Сделано в КНР»).
Также иногда используется в виде поговорки, означающей «Сделано плохо», из-за волны дешёвых подделок из Китая, наводняющих российский рынок с 1990-х годов и отличающихся порой крайне низким качеством.
Интересно, что в своё время в США аналогично воспринималась маркировка Made in Japan, данный факт даже был обыгран в художественном фильме Назад в будущее.

## Скандалы
Спортивная форма олимпийской сборной США, пошитая дизайнерским домом Ральфа Лорена специально к Олимпиаде 2012 года в Лондоне, оказалась произведённой в Китае. Ярлыки с маркировкой «Made in China» обнаружили журналисты, и из-за этого разгорелся скандал. Сенаторы и члены палаты представителей посоветовали «собрать эту форму в одну кучу и сжечь её». Конгрессмены заявили о намерении пошить новую форму уже в США.

## Качество и восприятие
Согласно долгосрочному исследованию, опубликованному Европейским центральным банком в 2011 году, качество китайской продукции, экспортируемой на рынки ЕС, является высоким по сравнению с другими развивающимися экономиками, даже при низкой себестоимости единицы продукции<. Исследование поставило под сомнение предположение о том, что недорогие товары из Китая имеют низкое качество, и предположило, что качество китайских товаров аналогично качеству товаров наиболее технологически продвинутых конкурентов и экономик. Исследование также показало, что китайские продукты представляют собой аномалию в соотношении цены и качества: в то время как продукты из большинства стран становились относительно дорогими по мере повышения качества, китайские продукты оставались доступными, несмотря на повышение качества.
Согласно опросу Pew Research Center в ноябре 2023 года, качество китайских технологических продуктов в целом оценивается как хорошее, но хуже, чем у американских продуктов. Респонденты из нескольких стран, таких как Израиль и Индия, имели особенно негативное отношение к китайским продуктам.